# Radiomètre de Nichols
Pour les articles homonymes, voir Nichols.

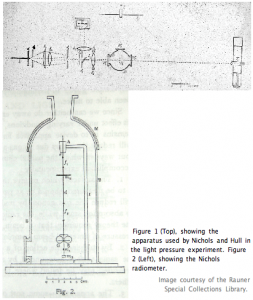
Extrait de publication scientifique

Le radiomètre de Nichols est un appareil de mesure du flux de rayonnement conçu par Ernest Fox Nichols et Gordon Ferrie Hull en 1901. Il est issu du radiomètre de Crookes de 1873, lequel ne permettait pas de mesure.

## Fonctionnement
L'appareil est constitué par des surfaces réceptrices argentées sur une face, suspendues à une balance de torsion. Le tout est monté dans une enceinte à vide. Pour le fonctionnement le faisceau à mesurer est testé alternativement sur la face réflectrice puis sur la face opposée pour mesurer l'influence du gaz résiduel dans l'enceinte. Pour la pression utilisée soit 16 mm Hg (2,1  kPa), cette influence s'est avérée négligeable.
L'appareil original est à l'Institut Smithsonian.
Appareil concurrent du bolomètre à ses débuts, il a été dépassé par la suite et n'est plus employé.